# Renejevo brezno
Renejevo brezno (izvirno poimenovano Renetovo brezno) je globoka jama, ki jo sestavlja niz brezen, vhod je na Kaninskih podih. Najgloblje brezno se imenuje Adrenalin, globoko je 235 m. Večina drugih brezen, ki so med seboj ločena s kratkimi meandri, le redko preseže globino 50 m. Zadnje v nizu brezen se imenuje Zadnji šaht. Pod njim, na globini 1166 m, brezna preidejo v blago se spuščajoč podzemni zbiralnik vode, ki se proti toku razteza 210 m, nizvodno s tokom pa 865 m. Vode zbira s snežišč okoli Visokega Kanina in verjetno iz ledenika na italijanski strani Kanina. Na koncu suhega dela jame preide v odtočno sifonsko jezero v več kot 100 m dolgi in nekaj deset metrov visoki dvorani s peščeno sipino, imenovano Copacabana.
Vhod v jamo je oktobra 1998 našel Joško Pirnat - Jozl med ekskurzijo članov Društva za raziskovanje jam Ljubljana, na kateri so bili še Franci Gabrovšek, Gregor Pintar in Marina Pintar. Do Kaninskega kolektorja, ki odvaja vodo na izvir Boka, so prišli leta 2005, do končnega sifona na dnu jame pa leta 2006. Leta 2011 se je Matt Covington potopil v ta sifon, od takrat po njem imenovan Mattov sifon, 30 m daleč in 10 m globoko. 30. oktobra 2014 se je vanj potopil Simon Burja in ga raziskal 250 m daleč, do globine 82 m, kar je med najglobljimi potopi v več kot tisoč metrov globokih jamah na svetu. Sifonski rov se pod enakim naklonom spušča proti izviru Boke. Leta 2014 so hkrati s potopom v sifon začeli raziskovati suhe galerije nad kolektorjem. Oktobra 2015 so nad dvorano Copacabana našli rov s prepihom, leta 2019 pa v tem delu jame povezali Renejevo brezno z jamo P4 - Breznom rumenega maka, kar je povečalo skupno dolžino obeh jam na 12.230 m (stanje avgusta 2020).
Jama je dobila ime po Renatu Verbovšku - Renetu (29. januar 1951 – 16. oktober 1998), slovenskemu hidrogeologu in v mladih letih zelo aktivnemu jamarju, ki se je ponesrečil dan pred odkritjem jame.
Renejevo brezno je tretje najgloblje brezno v Sloveniji in trideseto na svetu (stanje 27. decembra 2023).